# Merve Dinçel
Merve Dinçel, née le 22 octobre 1999, est une taekwondoïste turque, championne du monde en 2021.

## Biographie
Merve Dinçel est médaillée d'or dans la catégorie des moins de 53 kg aux Championnats du monde féminins de taekwondo 2021 à Riyad, battant en finale l'Espagnole Alma María Pérez Parrado.
Elle est sacrée championne d'Europe 2022 des poids mouches (-49 kg) à Manchester, en battant en finale l'Israélienne Avishag Semberg.
Aux Jeux méditerranéens de 2022 à Oran, elle remporte la médaille d'or dans la catégorie des moins de 49 kg.
Elle est médaillée d'or dans la catégorie des moins de 49 kg aux Championnats du monde de taekwondo 2023 à Bakou.
Elle remporte la médaille d'argent dans la catégorie des moins de 49 kg aux Jeux européens de 2023 à Krynica-Zdrój.